# Bul'var Rokossovskogo (metropolitana di Mosca)
Bul'var Rokossovskogo (in russo Бульва́р Рокоссо́вского?), chiamata Ulica Podbel'skogo (in russo: У́лица Подбе́льского?) fino all'8 giugno 2014, è una stazione della Metropolitana di Mosca, posta sulla Linea Sokol'ničeskaja. Fu inaugurata nel 1990 insieme alla stazione precedente, Čerkizovskaja.
Gli architetti furono Nina Aleshina e N.K. Samoilova e applicarono il seguente tema: pilastri in ferro con marmo bianco; presso la Ferrovia Circolare di Mosca, presso Otkrytoe Shosse, sono posti due ingressi identici fatti in alluminio anodizzato con motivi geometrici sulle mura.
La stazione prese nome da Via Podbelskiy, mantenendo il suo nome originale anche quando alla strada fu cambiato nome nel 1991. Alla fine della banchina vi è un busto di Vadim Podbelsky (1887-1920), rivoluzionario russo e membro del partito bolscevico da cui prende il nome la via.
Invece di continuare il percorso diritto della Linea Sokol'ničeskaja verso nord-est, Ulica Podbel'skogo fu costruita a nord-ovest di Čerkizovskaja, formando un angolo con il resto della linea. Questo avrebbe permesso a Ulica Podbel'skogo di divenire parte di una seconda linea circolare intorno alla città, oltre alla Linea Kol'cevaja. Nel 2016, quando venne aperto l'anello centrale di Mosca, la seconda linea circolare della città, venne costruita una stazione omonima a circa 250 metri di distanza, affinché fungesse da interscambio tra le due linee.
Il collegamento tra Bul'var Rokossovskogo e Čerkizovskaja viene utilizzato dai treni diretti a sud che entrano ed escono dal deposito Čerkizovo (№ 13), dato che il deposito è direttamente collegato solo al tunnel che porta verso sud.